# 18 comidas
18 comidas és una pel·lícula espanyola del 2010 dirigida per Jorge Coira, autor també del guió amb Araceli Gonda i Diego Ameixeiras amb un format poc convencional.

## Sinopsi
Narra sis històries al llarg d'un sol dia amb 24 personatges i 18 menjars amb diàlegs oberts a la improvisació. Un músic de carrer retroba l'amor de la seva vida; dos borratxos desdejunen cubates amb marisc; un home cuina per a la dona que mai arriba; dos homes s'estimen, però s'amaguen; una cuinera somia amb ser cantant; una jove vol el que un home no li dona, mentre un cambrer es mor per ella; un macedoni està perdut per desamor a Santiago de Compostel·la; una parella d'ancians que ja li ho ha dit tot desdejuna, menja i sopar en silenci.

## Repartiment
- Luís Tosar com Edu
- Federico Pérez com Tuto
- Víctor Fábregas com Fran
- Esperanza Pedreño com Sol
- Gael Nodar Fernández com Gael
- Mario Zorrilla com Teo
- Pedro Alonso com Vladimir Torres
- Nuncy Valcárcel com Rosana
- Camila Bossa com Ana
- Juan Carlos Vellido com Juan
- Xosé Barato com Lucas
- Ricardo de Barreiro com Nito
- Cristina Brondo com Nuria
- Jorge Cabezas com Jorge Cabezas
- Víctor Clavijo com Víctor
- Antonio Mourelos com Víctor
- María Vázquez com Mar
- Xosé Manuel Olveira (Pico) com José
- Sergio Peris - Mencheta com Sergio
- Milan Tocinovsky com Spasek
- José María Pérez García com Avi
- María del Carmen Pereira Pena com Àvia
- Esteban Martínez com Carnisser

## Nominacions i premis
A nivell estatal només fou nominada a la Medalla del Cercle d'Escriptors Cinematogràfics a la millor actriu secundària (Esperanza Pedreño), i va rebre el Premi Unión de Actores al millor actor secundari de cinema (Víctor Clavijo). però a nivell gallec fou la gran triomfadora de l'edició dels Premis Mestre Mateo:
Premis Mestre Mateo
| Any       | Categoria                        | Receptor                                       | Resultat    |
| --------- | -------------------------------- | ---------------------------------------------- | ----------- |
| 9a edició | Millor pel·lícula                | Jorge Coira                                    | Guanyador   |
| 9a edició | Millor director                  | Jorge Coira                                    | Guanyador   |
| 9a edició | Millor actor secundari           | Antonio Mourelos                               | Nominat     |
| 9a edició | Millor actor secundari           | Federico Pérez                                 | Nominat     |
| 9a edició | Millor actor secundari           | Luís Tosar                                     | Nominat     |
| 9a edició | Millor actriu secundària         | Camila Bossa                                   | Nominada    |
| 9a edició | Millor actriu secundària         | Cristina Brondo                                | Nominada    |
| 9a edició | Millor guió                      | Jorge Coira, Araceli Gonda i Diego Ameixeiras  | Guanyadores |
| 9a edició | Millor direcció de producció     | María Liaño                                    | Guanyadora  |
| 9a edició | Millor direcció artística        | Antonio Pereira                                | Nominat     |
| 9a edició | Millor muntatge                  | Jorge Coira                                    | Guanyador   |
| 9a edició | Millor música original           | Piti Sanz i Iván Laxe                          | Guanyadores |
| 9a edició | Millor so                        | Carlos Mouriño, Diego S. Staub i Carlos García | Guanyadores |
| 9a edició | Millor fotografta                | Brand Ferro                                    | Nominat     |
| 9a edició | Millor maquillatge i perruqueria | Raquel Fidalgo                                 | Nominada    |
| 9a edició | Millor disseny de vestuari       | Mariana Razetti                                | Nominada    |